# Маховінко
Маховінко (пол. Machowinko, нім. Klein Machmin) — село в Польщі, у гміні Устка Слупського повіту Поморського воєводства.
Населення — 341 особа (2011).
У 1975-1998 роках село належало до Слупського воєводства.

## Демографія
Демографічна структура станом на 31 березня 2011 року:
|          | Загалом | Допрацездатний вік | Працездатний вік | Постпрацездатний вік |
| -------- | ------- | ------------------ | ---------------- | -------------------- |
| Чоловіки | 154     | 26                 | 119              | 9                    |
| Жінки    | 187     | 34                 | 129              | 24                   |
| Разом    | 341     | 60                 | 248              | 33                   |